# Mattannoor Sankarankutty Marar

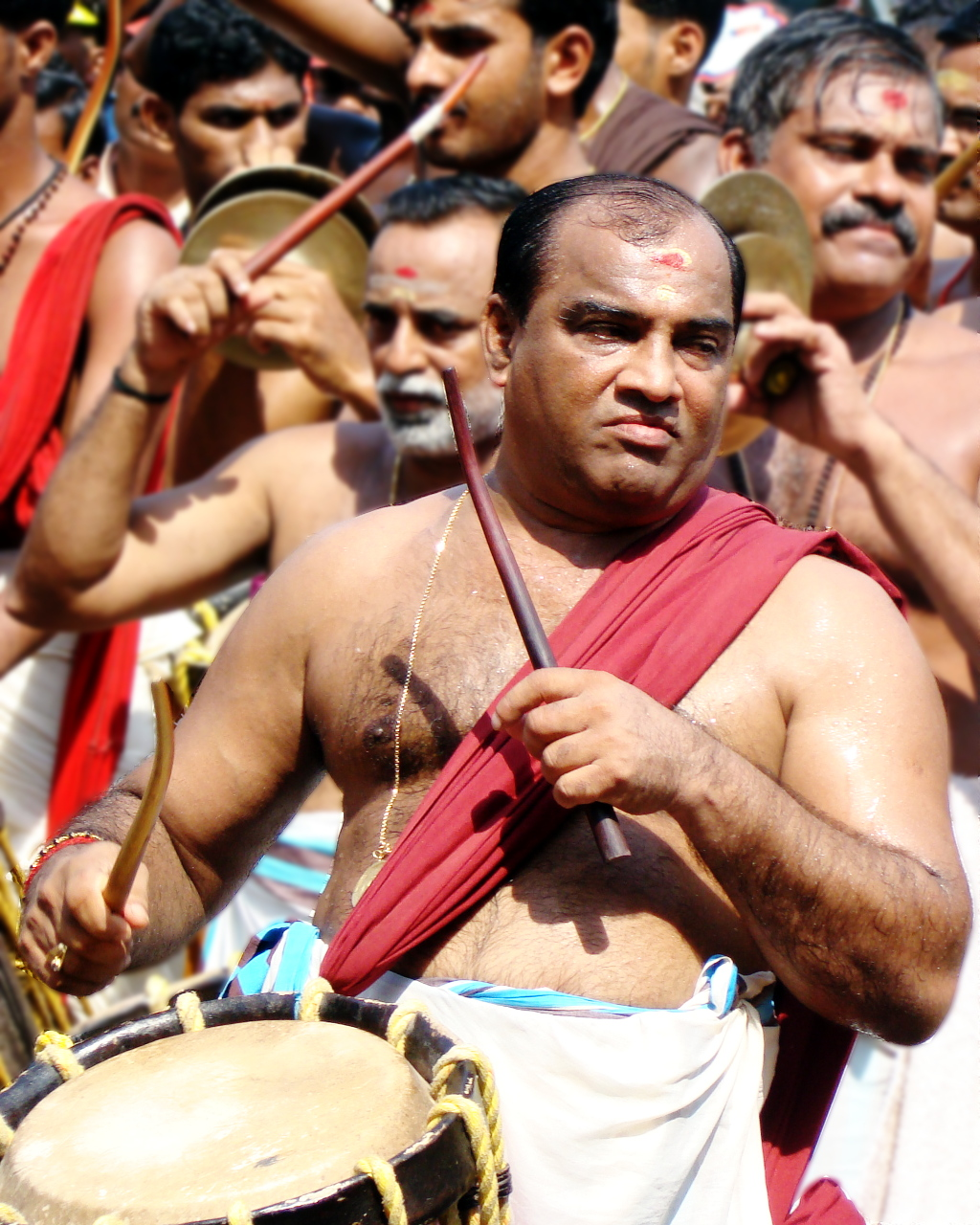
Mattannoor Sankarankutty en 2007.

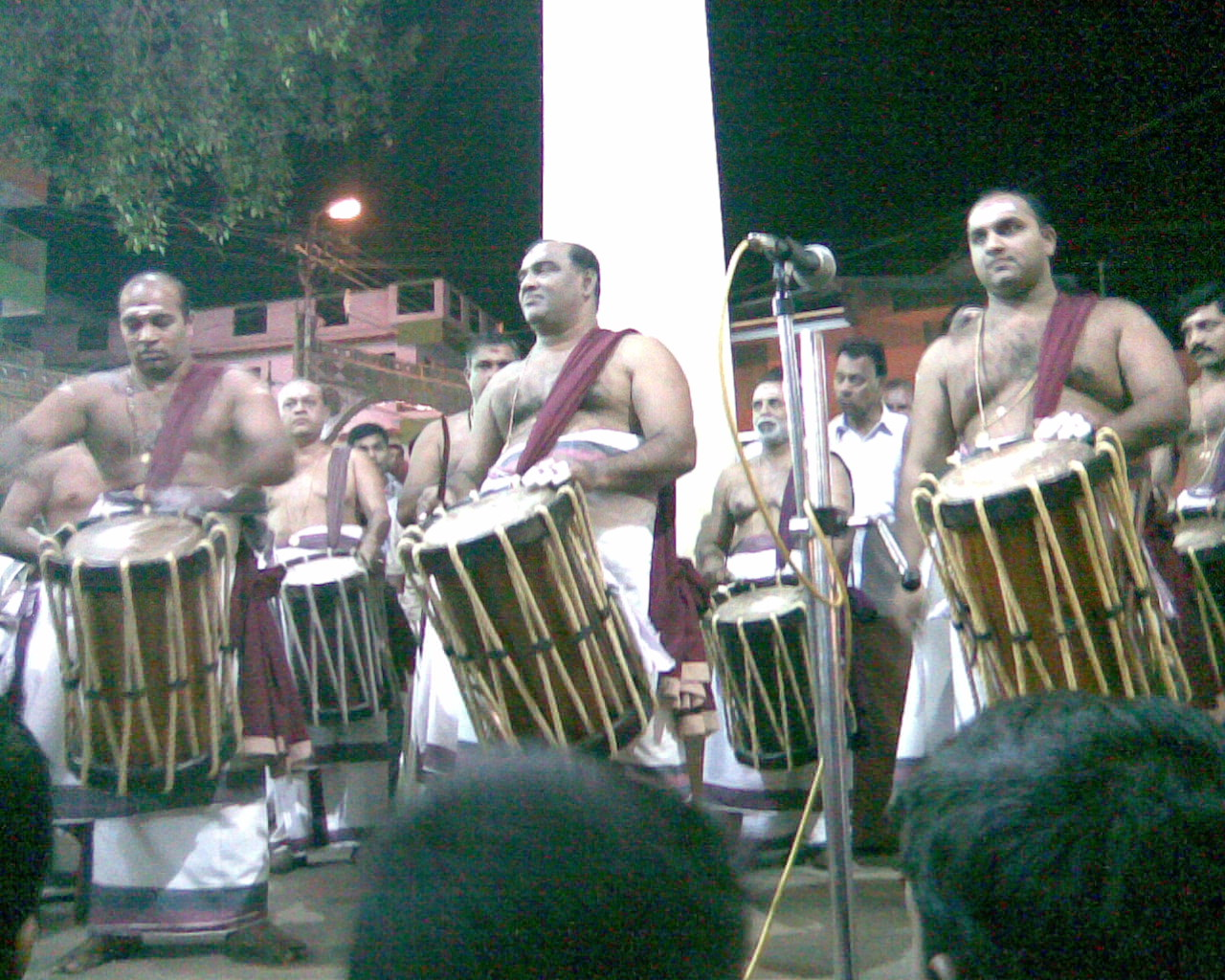
Mattannoor Sankarankutty en 2007.

Mattanur Sankarankutty Marar (M. P. Sankara Marar; nacido el 22 de agosto de 1954 en Thalassery, India) es un percusionista de India que ejecuta el tambor chenda que se toca en los ensambles tradicionales Thayambaka, Panchari melam y Panchavadyam. Nació en una pequeña villa llamada Mattannoor, en Kerala. Fue galardonado con el premio Padma Shri por el gobierno de India en 2009.